# Metro-Kino (Kiel)

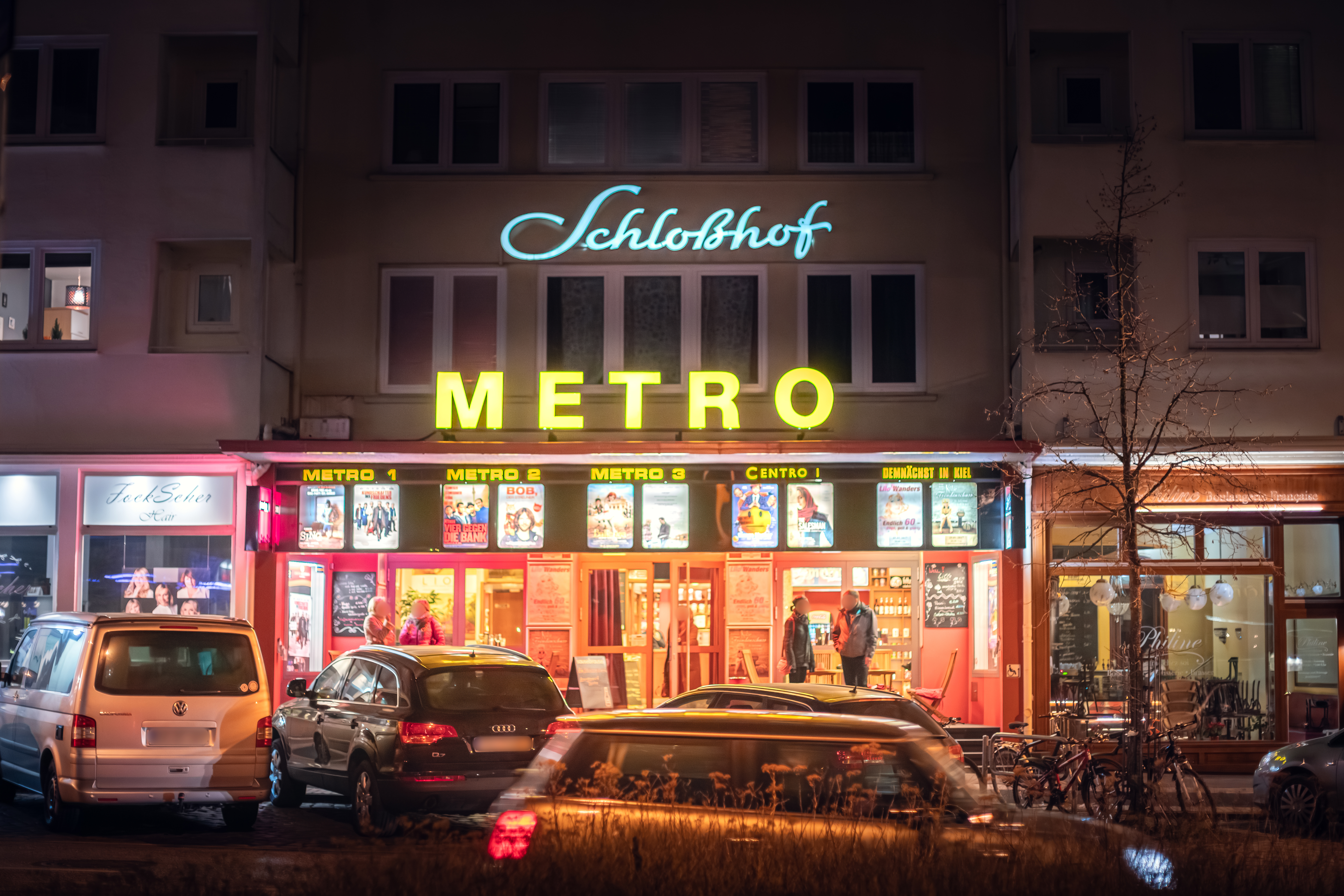
Metro-Kino in Kiel

Das Metro-Kino im Kieler Schloßhof (offizielle Bezeichnung und Schreibweise „metro – Kino im Schloßhof“) ist ein seit 1939 bestehendes Filmtheater, in dem mehrere Weltpremieren stattfanden.

## Geschichte
Das Kino wurde 1939 unter dem Namen Schlosshof-Lichtspiele eröffnet und im Zweiten Weltkrieg bei einem Luftangriff 1944 zerstört. Nach dem Wiederaufbau ab 1946 wurden seit 1951 wieder Filme gezeigt. Es gelang, verschiedene Weltpremieren dort stattfinden zu lassen, die das Kino deutschlandweit bekannt machten. Zu Beginn der 80er-Jahre pachtete die Universum Film AG (Ufa) das Gebäude. Aus dem Kinosaal mit 700 Plätzen wurden durch Umbau vier kleinere Säle. Die Konkurrenz eines Multiplex-Kinos führte im Sommer 1996 zur Schließung des Hauses. Nach der Insolvenz der Ufa Theater AG 2004 fand sich 2006 ein neuer Pächter, der das Kino am 13. September 2006 wieder eröffnete.
Statt der ursprünglichen vier wird das Kino jetzt nur noch mit drei Sälen betrieben. Das Metro-Kino wird neben dem cineastischen Programm auch als Veranstaltungsort für andere Kulturevents genutzt (z. B. Autorenlesungen). 